# Acordulecera nigricoma
Acordulecera nigricoma – gatunek błonkówki z rodziny Pergidae.

## Taksonomia
Gatunek ten został opisany w 1903 roku przez Friedricha Konowa pod nazwą Acorduleceros nigricomus. Jako miejsce typowe podano Vilcanota w Peru. Holotypem była samica. 

## Zasięg występowania
Ameryka Południowa, znany jedynie z Peru.